# Нововоронеж
Нововоронеж — місто у Воронезькій області Росії, утворює однойменний міський округ. Населення (за підсумками Всеросійського перепису населення 2010 року) — 32 635 осіб.

## Географія
Місто розташоване на лівому березі річки Дон, за 38 км на південь від Воронежа. Територія забудови — 46,13 км².
Залізнична станція Нововоронезька (дільниця Колодязна-Нововоронезька  Південно-Східної залізниці)

## Історія

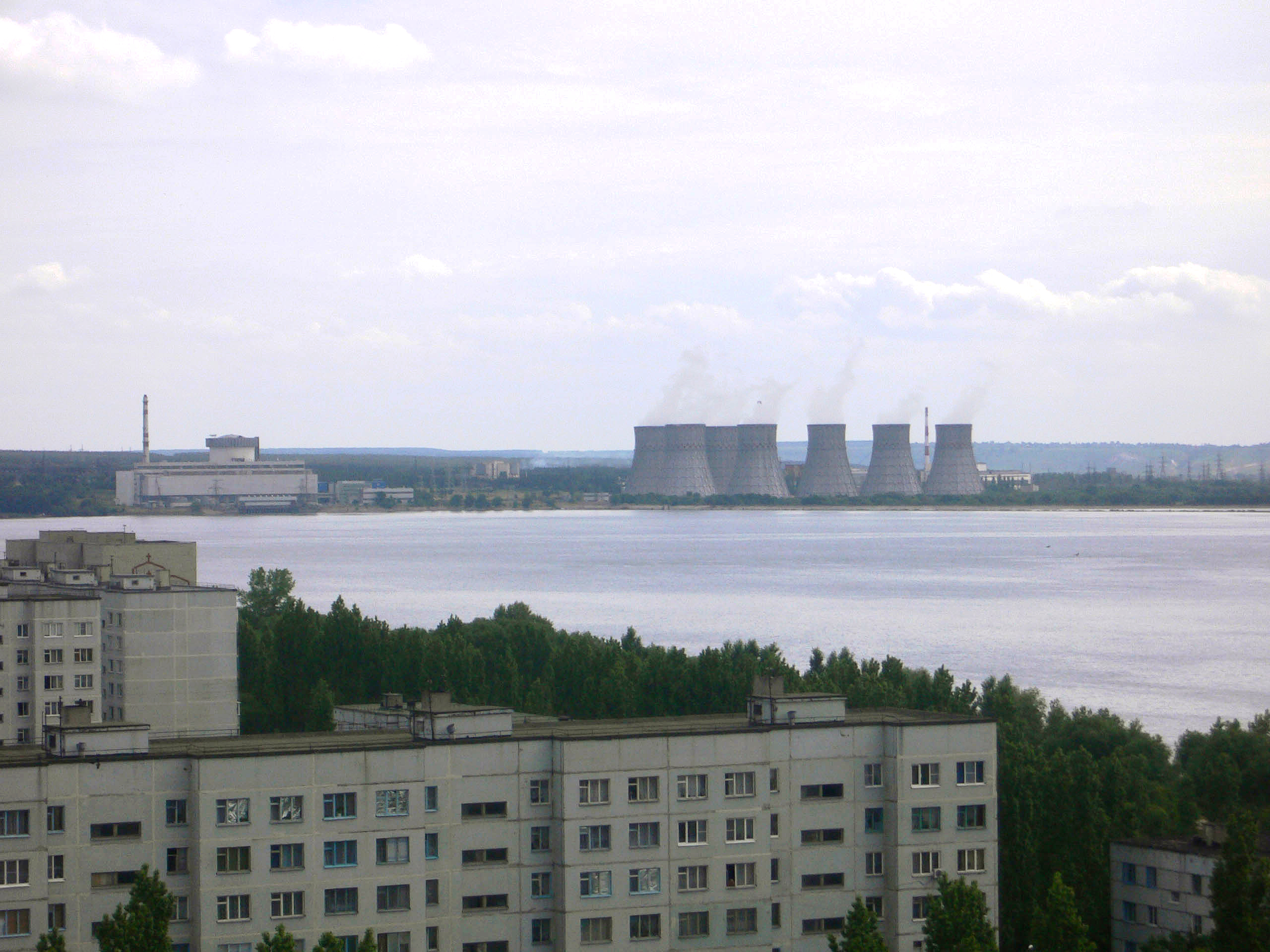
Вид на Нововоронезьку АЕС

Був заснований в 1957 році як селище міського типу Ново-Гресівське (потім був перейменований в Нововоронеж) у зв'язку з будівництвом Нововоронезької атомної станції.
З 1959 по 1963 рік був центром Нововоронезького району.
Статус міста встановлено Указом Президії Верховної Ради РРФСР № 5611-XI від 23 березня 1987 року.
Нововоронеж є містом особливого функціонального призначення федеральної значимості з особливим режимом господарської діяльності.
 Вікісховище має мультимедійні дані за темою: Нововоронеж